# 白橫斑葉鰕虎魚
白橫斑葉鰕虎魚（学名：Gobiodon albofasciatus），为輻鰭魚綱鱸形目鰕虎亞目鰕虎科葉鰕虎魚屬下的一个种，為熱帶海水魚，分布於西太平洋琉球群島、西澳大利亞、帛琉等海域，體長可達2.5公分，棲息在珊瑚礁區，生活習性不明。

## 扩展阅读
- 維基物種上的相關：白橫斑葉鰕虎魚